# Mieczysław Badziak
Mieczysław Badziak (ur. 22 lipca 1910 w Zduńskiej Woli, zm. 3 sierpnia 1980 w Łodzi) – polski doktor inżynier, projektant rurociągów, współtwórca wodociągu Łódź – Sulejów.

## Życiorys
W latach 70. XX w. był kierownikiem pracowni projektowej Biura Projektów Budownictwa Komunalnego, opracowującego wodociąg Łódź – Sulejów, a także pracował jako naczelny Inżynier Przedsiębiorstwa Wodociągów i Kanalizacji Okręgu Łódzkiego, uczestnicząc przy budowie licznych rurociągów na terenie Łodzi. Ponadto wykładał na Politechnice Łódzkiej. Podczas budowy rurociągu Sulejów – Łódź, zaprojektował oryginalne rozwiązanie służące uzdatnianiu wody przesyłanej z Sulejowa do Łodzi.
Był członkiem Oddziału Łódzkiego Związku Polskich Inżynierów Budowlanych (przed II wojną światową), Oddziału Łódzkiego Naczelnej Organizacji Technicznej i Polskiego Zrzeszenia Inżynierów i Techników Sanitarnych.

### Życie prywatne
Jego żoną była Zofia z domu Golnik.
Został pochowany na cmentarzu rzymskokatolickim w Brzezinach (sektor: 7, rząd: A, numer: 7).

## Wyróżnienia
- Medal 10-lecia Polski Ludowej (1955) – na wniosek ministra gospodarki komunalnej[9]
- Złoty Krzyż Zasługi (1955) – za zasługi w pracy zawodowej w dziedzinie gospodarki komunalnej[10].
- Krzyż Kawalerski Orderu Odrodzenia Polski (1963)[11]
- Honorowa Odznaka Miasta Łodzi (1965)[12]
- Nagroda Miasta Łodzi (1974; wspólnie z inż. Zdzisławem Wlazłowiczem) – nagroda za całokształt efektywnej pracy przy budowie rurociągu wodnego Sulejów – Łódź oraz za osiągnięcia w dziedzinie nauk technicznych i postępu technicznego, a szczególnie za nową metodę uzdatniania wody[7].
- Srebrna Odznaka PZITS,
- Złota Odznaka PZITS,
- Srebrna Odznaka NOT,
- Złota Odznaka NOT[6],
- Zasłużony Technik Naczelnej Organizacji Technicznej w Łodzi[8]

## Publikacje
- Mieczysław Badziak, Zygmunt Mikuta, Dosyłanie i uzdatnianie wody dla miasta Łodzi ze zbiornika Sulejów, Poznań 1976.